# Roman Romanienko
Roman Jurjewicz Romanienko, ros. Роман Юрьевич Романенко (ur. 9 sierpnia 1971 w Szczołkowie, obwód moskiewski) – podpułkownik rosyjskich sił powietrznych, kosmonauta rosyjski, Lotnik Kosmonauta Federacji Rosyjskiej.
Syn kosmonauty Jurija Romanienki.

## Wykształcenie i służba wojskowa
- 1986 – ukończył średnią szkołę im. Władimira M. Komarowa w Gwiezdnym Miasteczku pod Moskwą.
- 1986-1988 – był słuchaczem Wojskowej szkoły im. Aleksandra Suworowa w Leningradzie.
- 1988-1992 – studia na Wyższej Wojskowej Szkoły Lotniczej im. Leninowskiego Komsomołu w Czernihowie, którą ukończył z tytułem pilota-inżyniera.
- Od listopada 1992 przez blisko pięć lat tj. do momentu zakwalifikowania się do oddziału kosmonautów służył jako asystent dowódcy w specjalnym lotniczym pułku szkoleniowym w Centrum Wyszkolenia Kosmonautów im. J. Gagarina.

Latał na Tu-134 i L-39. Za sterami samolotów spędził ogółem ponad 800 godzin. Jest pilotem wojskowym 3 klasy.

## Kariera kosmonauty
- 1997 – 28 lipca decyzją Państwowej Komisji Międzyresortowej (ГМВК) oficjalnie został przyjęty do korpusu kosmonautów sił powietrznych i rozpoczął przeszkolenie podstawowe.
- 1999 – w listopadzie, po zakończeniu kursu podstawowego, otrzymał uprawnienia kosmonauty-badacza.
- 2000 – w styczniu rozpoczął treningi przygotowawcze w ramach programu szkoleniowego dla załóg Międzynarodowej Stacji Kosmicznej.
- 2002 – w marcu został przydzielony do załogi rezerwowej Ekspedycji 9. Pełnił w niej funkcje pilota. Przygotowania zostały przerwane w lutym 2003 po katastrofie promu Columbia.
- 2005 – został włączony do grupy kosmonautów kandydujących do lotów na Międzynarodową Stację Kosmiczną w ramach 15, 16 i 17 ekspedycji.
- 2006 – w styczniu wspólnie z Garrettem Reismanem oraz Michaiłem Kornijenko uczestniczył w dwudobowym eksperymencie polegającym na przetrwaniu w ekstremalnych warunkach na wypadek awaryjnego lądowania. Test przeprowadzono w podmoskiewskich lasach. W czerwcu Romanienko, Kornijenko oraz Gregory Chamitoff i zostali dublerami 15 stałej załogi ISS.
- 2007 – w sierpniu został przydzielony do podstawowej załogi 21 ekspedycji na Międzynarodowa Stacje Kosmiczną, która na pokładzie Sojuza TMA-15 miała wyruszyć w kosmos we wrześniu 2009.
- 2008 – 21 listopada jego nazwisko znalazło się w oficjalnie ogłoszonym składzie podstawowej załogi Ekspedycji 20, która w maju 2009, na pokładzie Sojuza TMA-15 ma przycumować do Międzynarodowej Stacji Kosmicznej. Romanienko został dowódcą statku Sojuz[1].
- 2009 – 27 maja – wystartował do swojego pierwszego lotu kosmicznego dowodząc statkiem Sojuz TMA-15.

## Odznaczenia i nagrody
- Bohater Federacji Rosyjskiej – uhonorowany 6 maja 2010 ukazem Prezydenta FR Dymitra Miedwiediewa[2]
- Medal Sił Zbrojnych Federacji Rosyjskiej „Za waleczność” II stopnia
- Medal „Za zasługi w podboju kosmosu” (2011, Rosja)[3]
- Universal Astronaut Insignia za lot orbitalny (nr 495) – Stowarzyszenie Uczestników Lotów Kosmicznych (Association of Space Explorers(inne języki))[4]

## Wykaz lotów
| Loty kosmiczne, w których uczestniczył Roman J. Romanienko   | Loty kosmiczne, w których uczestniczył Roman J. Romanienko | Loty kosmiczne, w których uczestniczył Roman J. Romanienko | Loty kosmiczne, w których uczestniczył Roman J. Romanienko | Loty kosmiczne, w których uczestniczył Roman J. Romanienko | Loty kosmiczne, w których uczestniczył Roman J. Romanienko | Loty kosmiczne, w których uczestniczył Roman J. Romanienko |
| №                                                            | Data startu                                                | Statek kosmiczny                                           | Data lądowania                                             | Statek kosmiczny                                           | Funkcja                                                    | Czas trwania                                               |
| ------------------------------------------------------------ | ---------------------------------------------------------- | ---------------------------------------------------------- | ---------------------------------------------------------- | ---------------------------------------------------------- | ---------------------------------------------------------- | ---------------------------------------------------------- |
| 1                                                            | 27 maja 2009                                               | Sojuz TMA-15                                               | 1 grudnia 2009                                             | Sojuz TMA-15                                               | dowódca Sojuza TMA-15                                      | 187 dni 20 godzin 41 minut 38 sekund                       |
| 2                                                            | 19 grudnia 2012 12:12:36 UTC                               | Sojuz TMA-07M                                              | 14 maja 2013 02:31 UTC                                     | Sojuz TMA-07M                                              | Dowódca                                                    | 145 dni 14 godzin 19 minut                                 |
| Łączny czas spędzony w kosmosie – 333 dni 11 godzin 1 minuta |                                                            |                                                            |                                                            |                                                            |                                                            |                                                            |